# Readykill
Readykill war eine Hamburger Hip-Hop-Gruppe der frühen 1990er-Jahre. Sie zeichnete sich durch teils sehr düsteren Britcore-Sound aus. Das Label Buback, das die Beginner groß herausbrachte, setzte damals ohne großen Erfolg auch auf Readykill. Einige Mitglieder dieses Acts gründeten Mitte der 1990er-Jahre die Cheeba Demonz, zu dem auch Killa Instincts MC Bandog gehörte. Die Readykill-Mitglieder Stephan-Michael Gerber, Miles Terheggen und Marc Wichmann waren von 2002 bis 2004 bei der Hip-Hop-Formation Hamburger Hill tätig.

## Bandmitglieder
- Masquerade (MC)
- MC Shootya Dead (MC)
- DJ Upperkut (DJ, Produktion)
- DJ Shattahand (DJ)
- Sleepwalker (Produktion)

## Diskografie
- 1992: War Theatre of Operations '91 (Sampler, Buback)
- 1993: Readykill (EP, Buback)
- 1994: Riverz of Blood (EP, Buback)
- 2016: Political Interest (Sampler, Naked Ape Records/Underground United)[1]